# Borrero Ayerbe
Borrero Ayerbe es un centro poblado de 4100 habitantes situada en el municipio de Dagua, departamento del Valle del Cauca, Colombia.

## Toponimia
Lleva este nombre al médico y primero gobernador del departamento del Valle del Cauca: Pablo Borrero Ayerbe.

## Historia
Para el año de 1890, comenzaron a llegar colonos de los departamentos de Cauca, Nariño, viejo Caldas, Antioquia y del mismo Valle del Cauca y comenzaron a construir chozas con hojas de palma silvestre, luego utilizaron la madera y la guadua. Se sabe que estas personas dieron inicio a la población de las veredas que pertenecen a la jurisdicción de este centro poblado. Estas primeras familias pobladoras mediante la tala construyeron sus propias casas y parcelas agrícolas, lógicamente esta actividad no ejercía ningún efecto nocivo al entorno natural por ser a tan pequeña escala.  
La carretera nacional denominada hoy en día Cabal Pombo pasó por Borrero Ayerbe en el año 1935 y desde esa fecha se ha convertido en una de las principales vías del país.